# Emblema della Repubblica Socialista Federale di Jugoslavia

L'emblema della Repubblica Socialista Federale di Jugoslavia

L'emblema della Repubblica Socialista Federale di Jugoslavia, adottato nel 1946, era composto da cinque fiaccole che alimentavano un'unica fiamma. Le fiaccole simboleggiavano i cinque popoli slavi (serbi, croati, sloveni, macedoni e montenegrini) uniti in una sola nazione, simboleggiata dalla fiamma.
L'emblema, circondato da spighe di grano, aveva nella parte più alta, dove si congiungevano le due fasce di grano, una stella rossa a rappresentare il modello socialista al quale la Jugoslavia si rifaceva. Le spighe erano legate da un nastro azzurro in cui sotto le fiaccole era riportata 29.XI.1943 che era quella della fondazione della repubblica a Jajce, in Bosnia ed Erzegovina, durante la seconda sessione dell'AVNOJ, il consiglio antifascista di liberazione nazionale della Jugoslavia.
In seguito all'approvazione della nuova Costituzione del 7 aprile 1963 le fiaccole diventarono sei, a rappresentare le sei repubbliche che componevano la federazione: Bosnia ed Erzegovina, Croazia, Macedonia, Montenegro, Serbia e Slovenia. La nuova costituzione sottolineava maggiormente l'unione delle sei repubbliche piuttosto che di cinque popoli e con la sesta fiaccola veniva rappresentata anche la Bosnia ed Erzegovina che era un miscuglio delle etnie dello Stato jugoslavo.
Foto di alcuni usi del simbolo federale

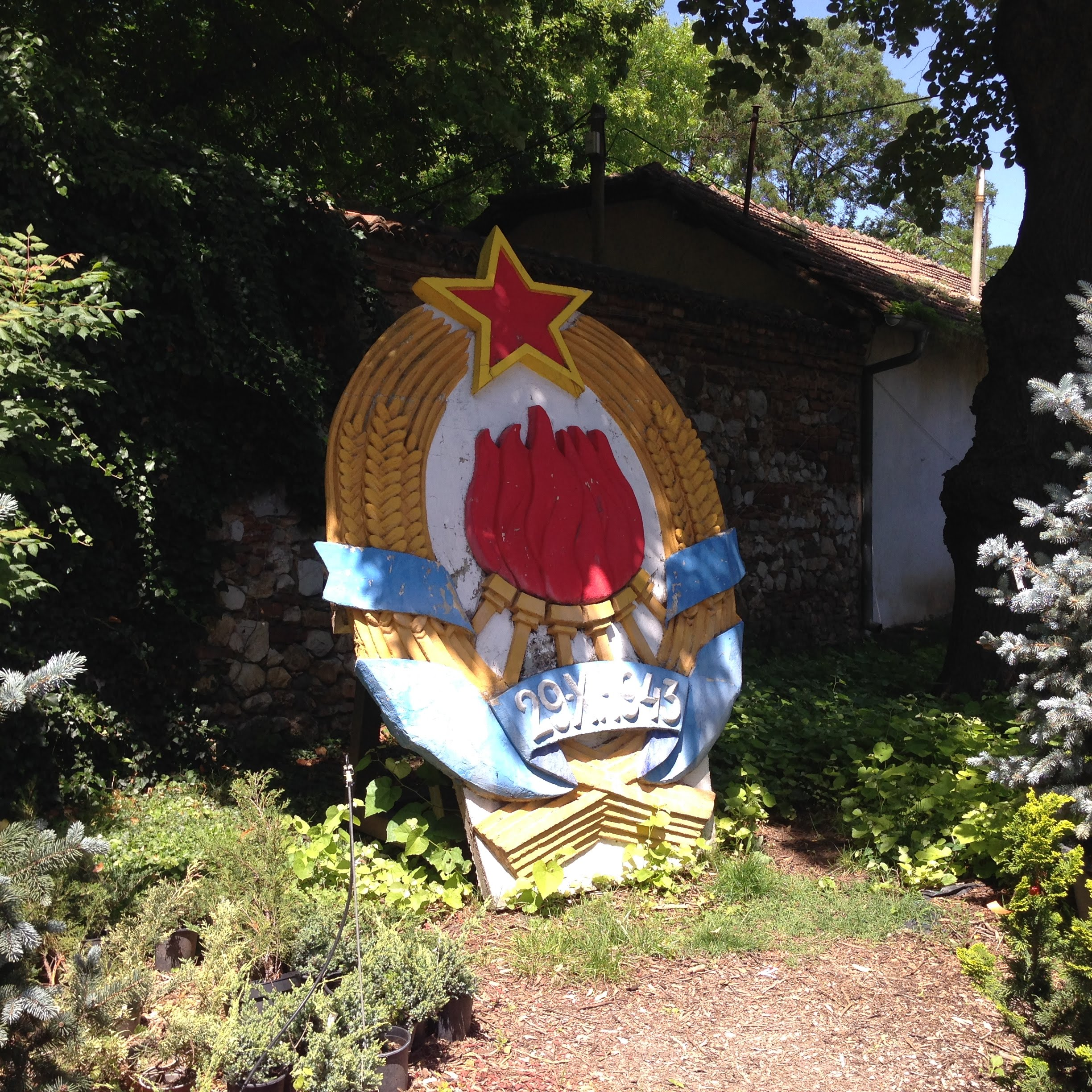
Emblema un tempo posto sull'edificio dell'Università di Niš, restaurato e ridipinto e ora situato nel giardino cittadino della Fortezza di Niš.

Versione del timbro utilizzata su materiali stampati
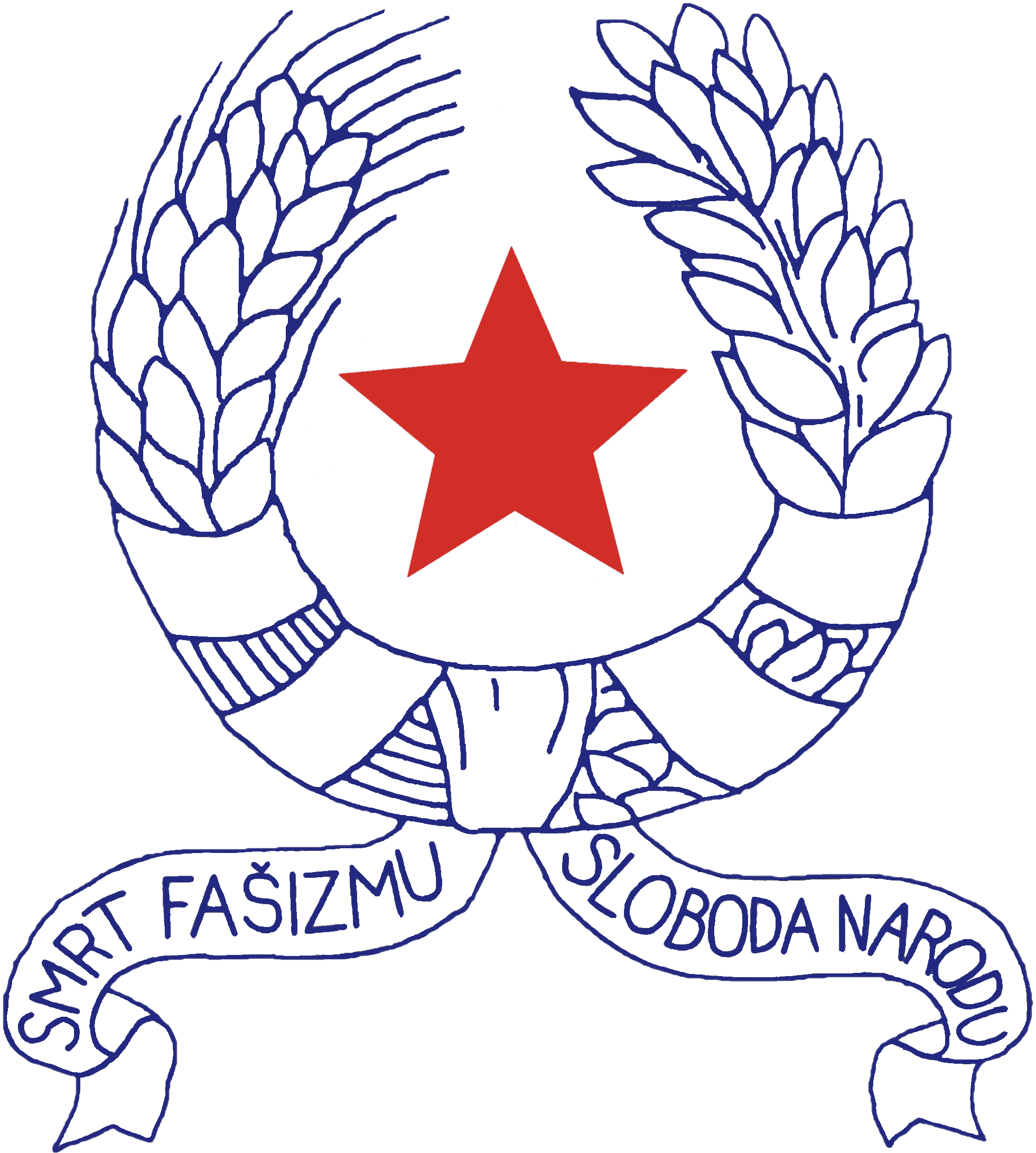
Emblema dell'AVNOJ durante la prima sessione (1942-1943)
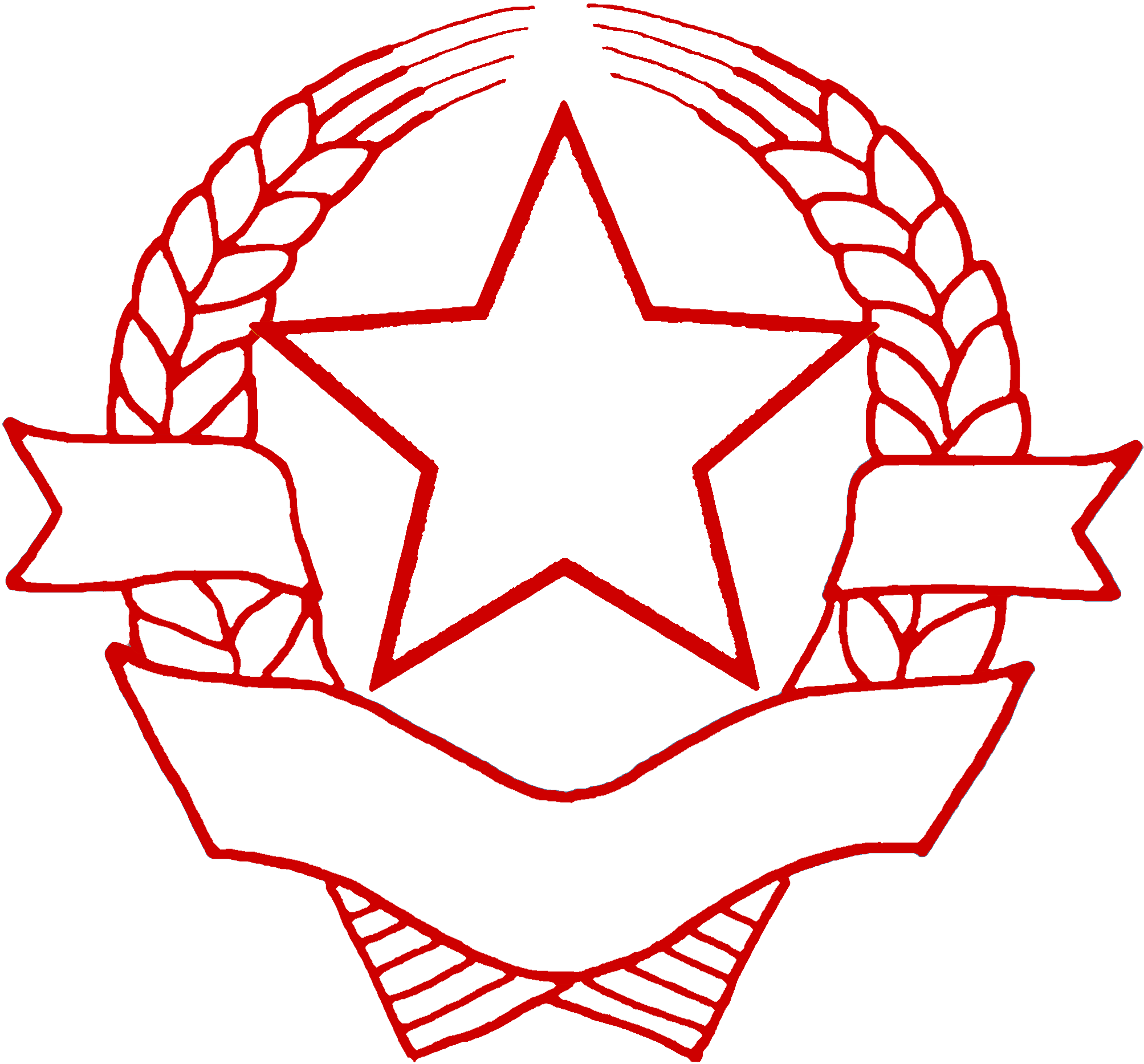
Emblema dell'AVNOJ durante la seconda sessione (1943)
Emblema della Jugoslavia Federale Democratica (1943–1946)
Emblema della FPR Jugoslavia, con cinque torce (1946–1963)
Emblema della SFR Jugoslavia, definitivo con 6 torce (1963–1992)

## Emblemi delle Repubbliche Socialiste della Jugoslavia
Gli emblemi delle repubbliche socialiste jugoslave erano definiti da ciascuna delle sei repubbliche costituenti. Gli emblemi apparivano come simbolo di stato sui documenti di livello repubblicano, ad esempio sui segni delle istituzioni repubblicane, sulle filigrane dei diplomi scolastici , ecc.
Gli emblemi includevano vecchi simboli storici laddove potevano dimostrare la compatibilità storica con il nuovo sistema politico socialista, notare l'emblema tradizionale croato e serbo al centro dei loro stemmi; anche il Monte Triglav sloveno fu riconosciuto come simbolo del Fronte di liberazione sloveno durante la guerra di liberazione nazionale durante la seconda guerra mondiale . Laddove i vecchi simboli furono ritenuti inappropriati (la croce tradizionale sullo stemma serbo, lo stemma etnico o religioso per la Bosnia ed Erzegovina, l'ex simbolo tradizionalmente monarchico per il Montenegro o il leone storico per la Macedonia), vennero aggiunte caratteristiche prominenti o simboli nazionali non ufficiali, ad esempio il Monte Lovćen per il Montenegro o una coppia di camini per la Bosnia ed Erzegovina. Lo stesso valeva per l'emblema federale jugoslavo: tutti gli emblemi repubblicani separati presentavano una stella rossa e grano o altre piante importanti di quella regione. Gli emblemi individuali delle sei repubbliche socialiste jugoslave erano i seguenti:
| Repubblica           | Emblema                               | Autore                           | Caratteristiche specifiche della Repubblica               | Caratteristiche specifiche della Repubblica                                                                          | Stemma attuale |
| -------------------- | ------------------------------------- | -------------------------------- | --------------------------------------------------------- | --- | -------------- |
| Bosnia Ed Erzegovina |                                       | sconosciuto                      | piante                                                    | Ramoscello di conifera (sinistra), ramoscello di latifoglie (destra), due covoni di grano (parte centrale inferiore) |                |
| Bosnia Ed Erzegovina | Paesaggi, caratteristiche geografiche | sconosciuto                      | Silhouette di Jajce                                       | |                |
| Bosnia Ed Erzegovina | industria                             | sconosciuto                      | due ciminiere di fabbrica                                 | |                |
| Bosnia Ed Erzegovina | ornamenti                             | sconosciuto                      | nastro rosso                                              | |                |
| Croazia              |                                       | Antun Augustinčić e Vanja Radauš | piante                                                    | grano |                |
| Croazia              | Paesaggi, caratteristiche geografiche | Antun Augustinčić e Vanja Radauš | Mare Adriatico e sole rinascente                          | |                |
| Croazia              | industria                             | Antun Augustinčić e Vanja Radauš | incudine di ferro                                         | |                |
| Croazia              | ornamenti                             | Antun Augustinčić e Vanja Radauš | Cheque (simbolo croato scacchiera rosso e bianca)         | |                |
| Macedonia            |                                       | Vasilije Popović–Cico            | piante                                                    | Ghirlanda di grano, foglie di tabacco e boccioli di papavero                                                         |                |
| Macedonia            | Paesaggi, caratteristiche geografiche | Vasilije Popović–Cico            | Fiume Vardar, Monte Korab, alba, cielo                    | |                |
| Macedonia            | industria                             | Vasilije Popović–Cico            | ---                                                       | |                |
| Macedonia            | ornamenti                             | Vasilije Popović–Cico            | nastro con ricamo tradizionale macedone                   | |                |
| Montenegro           |                                       | Milan Božović e Milo Milunović   | piante                                                    | corona d'alloro |                |
| Montenegro           | Paesaggi, caratteristiche geografiche | Milan Božović e Milo Milunović   | Monte Lovćen, Mare Adriatico                              | |                |
| Montenegro           | industria                             | Milan Božović e Milo Milunović   | ---                                                       | |                |
| Montenegro           | ornamenti                             | Milan Božović e Milo Milunović   | Montenegrino (popolo) e tricolore dei colori panslavi     | |                |
| Serbia               |                                       | Đorđe Andrejević Kun             | piante                                                    | fascio di grano (sinistra), fascio di foglie di quercia con ghiande (destra)                                         |                |
| Serbia               | Paesaggi, caratteristiche geografiche | Đorđe Andrejević Kun             | alba, cielo                                               | |                |
| Serbia               | industria                             | Đorđe Andrejević Kun             | ruota dentata                                             | |                |
| Serbia               | ornamenti                             | Đorđe Andrejević Kun             | nastro rosso (con iscrizioni), simbolo tradizionale serbo | |                |
| Slovenia             |                                       | Branko Simčič                    | piante                                                    | grano, foglie di tiglio                                                                                              |                |
| Slovenia             | Paesaggi, caratteristiche geografiche | Branko Simčič                    | Monte Triglav, mare                                       | |                |
| Slovenia             | industria                             | Branko Simčič                    | ---                                                       | |                |
| Slovenia             | ornamenti                             | Branko Simčič                    | nastro rosso                                              | |                |